# Osservatorio di Berlino

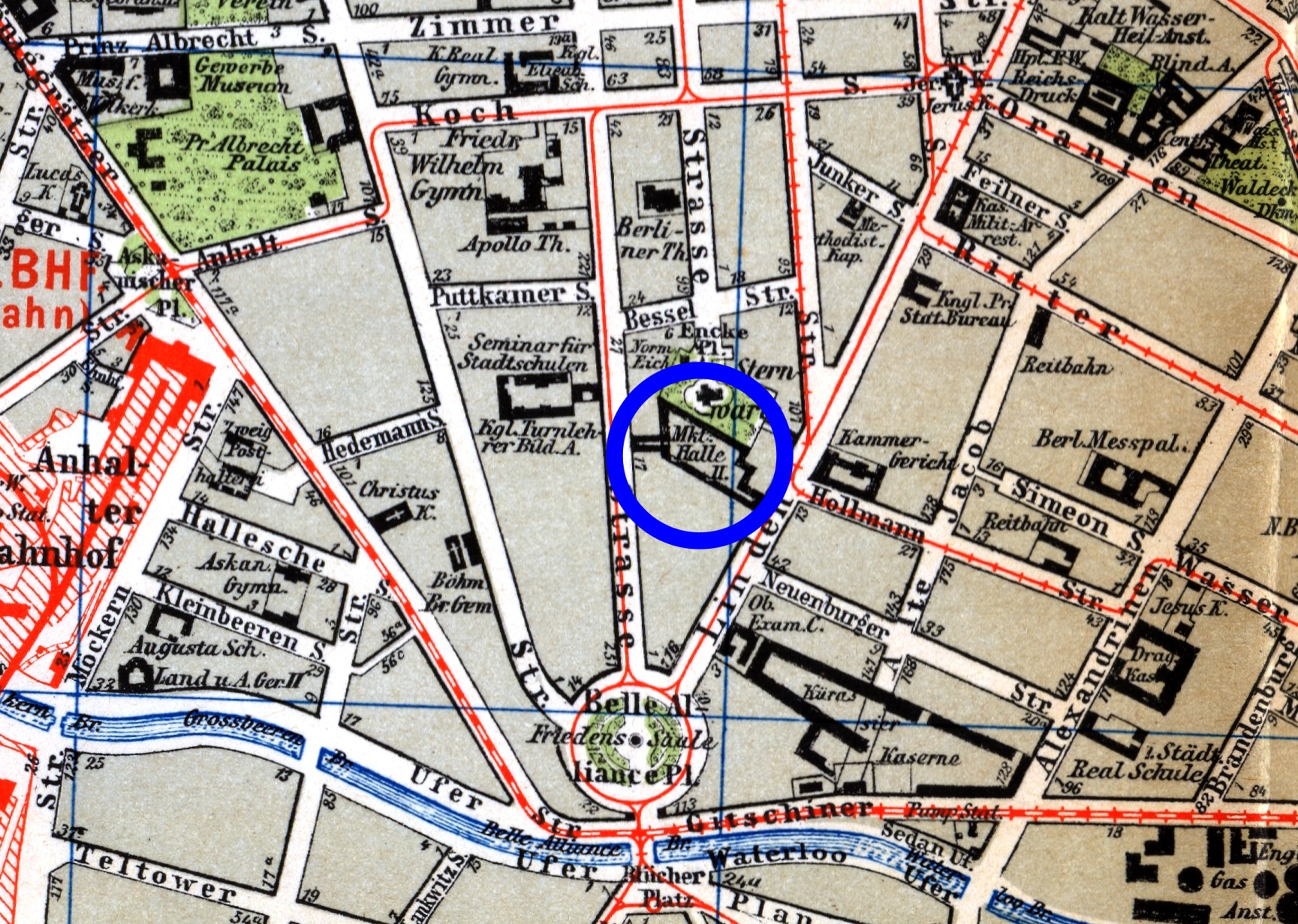
Posizione del Neue Berliner Sternwarte, osservatorio di Berlino dal 1835 al 1913

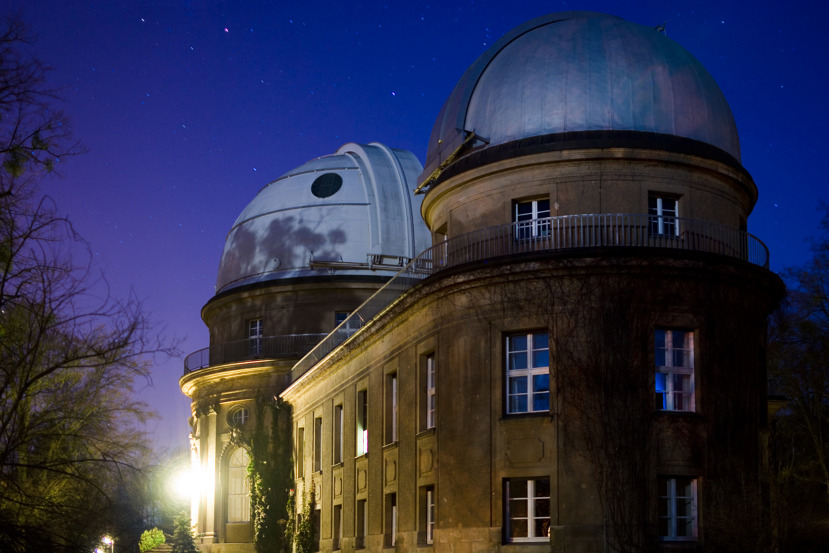
Dal 1913, le attività furono trasferite al nuovo osservatorio a Babelsberg (foto scattata nel 2006)

L'osservatorio di Berlino (Berliner Sternwarte in tedesco) è una serie di osservatori e relative organizzazioni costruiti dentro e fuori dalla città di Berlino, in Germania, a partire dal XVIII secolo. Nacque nel 1700 quando Gottfried Leibniz creò la  Societät der Wissenschaften ("Società scientifica Brandeburghese") che nel 1744 sarebbe diventata la   Preußischen Akademie der Wissenschaften (Accademia prussiana delle scienze). La società non aveva un osservatorio, tuttavia contava un astronomo, Gottfried Kirch, che compiva le sue osservazioni in un osservatorio privato di Berlino. Il primo piccolo osservatorio fu fornito nel 1711, finanziato dalle vendite del calendario basato sui calcoli dell'osservatorio.
Nel 1825 Johann Franz Encke fu nominato direttore dal re Federico Guglielmo III di Prussia. Grazie all'appoggio di Alexander von Humboldt, Encke riuscì a convincere il re a finanziare un vero osservatorio ma a condizione che l'osservatorio fosse accessibile al pubblico per due notti a settimana. L'edificio fu progettato dall'architetto Karl Friedrich Schinkel, e diventò operativo nel 1835. Divenne così osservatorio IAU codice 548.
Anche se l'osservatorio originale fu costruito nella periferia della città, durante il tempo Berlino si è espansa al punto che, a due secoli dalla sua nascita, l'osservatorio venne a essere attorniato da altri edifici. Poiché ciò ostacolava le osservazioni fu proposto il trasferimento dell'osservatorio, che venne pertanto spostato a Babelsberg nel 1913 (osservatorio IAU codice 536).
A Berlino rimasero il Wilhelm Foerster Sternwarte (osservatorio William Foerster; codice IAU 544), l'Archenhold Sternwarte, (Berlin-Treptow, IAU 604), l'Urania Sternwarte (osservatorio di Urania, IAU 537) e il Bruno H. Bürgel Sternwarte (Bruno H. Bürgel Observatory).
Dal 1992 è stato gestito dall'Istituto Leibniz per l'astrofisica di Potsdam, anche se non viene usato per osservazioni scientifiche dal ventesimo secolo.

## Riconoscimenti
- Johann Franz Encke osservò una marcata variazione di luminosità nell'Anello A di Saturno (astronomia) nel 1837. La divisione di Encke fu così chiamata in onore alle sue osservazioni sugli anelli di Saturno.
- Johann Gottfried Galle scoprì l'Anello C di Saturno nel 1838.
- Johann Gottfried Galle e il suo assistente Heinrich Louis d'Arrest scoprirono Nettuno nel 1846, vicino alla posizione calcolata da Urbain Leverrier.
- Dal 1866 al 1900, Arthur Auwers pubblicò il suo catalogo stellare fondamentale contenente 170.000 stelle (Fundamental-Catalog für Zonenbeobachtungen am Südhimmel und südlicher Polar-Catalog für die Epoche 1900).

### Direttori
| Direktoren del Berlin Sternwarte | Direktoren del Berlin Sternwarte                      | Direktoren del Berlin Sternwarte | Direktoren del Berlin Sternwarte              |
| -------------------------------- | ----------------------------------------------------- | -------------------------------- | --------------------------------------------- |
| 1.                               | 1700–1710 Gottfried Kirch (1639–1710)                 | 9.                               | 1756–1758 Johann Jakob Huber (1733–1798)      |
| 2.                               | 1710–1716 Johann Heinrich Hoffmann (1669–1716)        | 10.                              | 1758 Johann Albert Euler (1734–1800)          |
| 3.                               | 1716–1740 Christfried Kirch (1694–1740)               | 11.                              | 1764–1787 Johann III Bernoulli (1744–1807)    |
| 4.                               | 1740–1745 Johann Wilhelm Wagner (1681–1745)           | 12.                              | 1787–1825 Johann Elert Bode (1747–1826)       |
| 5.                               | 1745–1749 Augustin Nathanael Grischow (1726–1760)     | 13.                              | 1825–1863 Johann Franz Encke (1791–1865)      |
| 6.                               | 1752 Joseph Jérôme Le Francais de Lalande (1732–1807) | 14.                              | 1865–1903 Wilhelm Julius Foerster (1832–1921) |
| 7.                               | 1754 Johann Kies (1713–1781)                          | 15.                              | 1904–1920 Karl Hermann von Struve (1854–1920) |
| 8.                               | 1755 Franz Ulrich Theodosius Aepinus (1724–1802)      | 16.                              | 1921–1946 Paul Guthnick (1879–1947)           |